# Frick (Argovie)
Pour les articles homonymes, voir Frick.
Frick est une commune suisse du canton d'Argovie, située dans le district de Laufenburg.

Vue aérienne (1958).

## Personnalités liées à la commune
- Sir Arnold Theiler (1867-1936), vétérinaire et scientifique, est né à Frick le 26 mars 1867[3].